# HMAS Marrawah
HMAS Marrawah – trałowiec pomocniczy z okresu II wojny światowej należący do Royal Australian Navy.
Po wybuchu II wojny światowej, kabotażowiec Marrawah wraz z 34 innymi statkami zostały wcielone do Royal Australian Navy i przystosowane do roli trałowca.
Marrawah był wodowany w 1910.  2 września 1941 został wcielony do Marynarki, do służby wszedł tymczasowo 3 września 1941 i powtórnie już permanentnie 9 grudnia 1941, został zwrócony właścicielowi  23 czerwca 1946.